# Skoki do wody na Letnich Igrzyskach Olimpijskich 1992
Wyniki zawodów w skokach do wody, które zostały rozegrane podczas Letnich Igrzysk Olimpijskich 1992 w Barcelonie. Rywalizacja trwała w dniach 26 lipca – 3 sierpnia. Wzięło w niej udział 100 skoczków, w tym 54 kobiety i 46 mężczyzn z 31 krajów.

## Mężczyźni
| Konkurencja    | Złoto      | Wynik  | Srebro      | Wynik  | Brąz           | Wynik  |
| Trampolina 3 m | Mark Lenzi | 676,53 | Tan Liangde | 645,57 | Dmitrij Sautin | 627,78 |
| Wieża 10 m     | Sun Shuwei | 677,31 | Scott Donie | 633,63 | Xiong Ni       | 600,15 |

## Kobiety
| Konkurencja    | Złoto      | Wynik  | Srebro           | Wynik  | Brąz             | Wynik  |
| Trampolina 3 m | Gao Min    | 572,40 | Irina Laszko     | 514,14 | Brita Baldus     | 503,07 |
| Wieża 10 m     | Fu Mingxia | 461,43 | Jelena Miroszina | 411,63 | Mary Ellen Clark | 401,91 |

## Klasyfikacja medalowa
| Lp. | Reprezentacja     |   |   |   | Razem |
| --- | ----------------- | - | - | - | ----- |
| 1.  | Chiny             | 3 | 1 | 1 | 5     |
| 2.  | Stany Zjednoczone | 1 | 1 | 1 | 3     |
| 3.  | WNP               | 0 | 2 | 1 | 3     |
| 4.  | Niemcy            | 0 | 0 | 1 | 1     |